# Рассадкин, Пётр Алексеевич
Пётр Алексе́евич Расса́дкин (6 июля 1921, с. Спас-Коркодино, Клинский уезд, Московская губерния — 6 октября 2016, Ялта, Республика Крым, Российская Федерация) — советский лётчик-ас истребительной авиации ВМФ СССР в годы Великой Отечественной войны, Герой Советского Союза (31.05.1944). Полковник (25.02.1954).

## Биография
Родился в селе Спас-Коркодино (ныне Клинского района Московской области России) в многодетной (6 детей) крестьянской семье. Русский. 
Окончил школу-семилетку и Московский дорожно-механический техникум. Параллельно с учёбой в техникуме учился в аэроклубе Бауманского района Москвы. 
В Красной Армии с 1939 года. В 1940 году окончил Борисоглебскую военную авиационную школу пилотов имени В. П. Чкалова. Служил в 163-м резервном авиаполку ВВС Московского военного округа (Торжок), с июня 1941 года — в 1-м запасном истребительном авиационном полку (Арзамас). Освоил истребители И-16 и ЛаГГ-3.
Участник Великой Отечественной войны с ноября 1941 года. Воевал пилотом в составе 438-го истребительного авиационного полка ВВС Западного фронта, совершал боевые вылеты по защите с воздуха Москвы. 28 декабря 1941 года ЛаГГ-3 Рассадкина был подбит зенитным огнём с земли. Лётчик сумел совершить вынужденную посадку на лес в районе Наро-Фоминска. Самолёт при этом был разрушен, Петра выбросило из кабины. В бессознательном состоянии пилот был доставлен местными жителями во фронтовой медицинский пост, а затем эвакуирован в госпиталь в Москву. После излечения в 20-х числах января 1942 года вернулся в строй. Член ВКП(б) с 1942 года. 
В феврале 1942 года направлен в состав формирующегося 20-го истребительного авиационного полка, затем с марта 1942 года учился на курсах командиров звеньев (город Иваново). В апреле того же года переведён в состав 255-го истребительного авиаполка ВВС ВМФ, который в составе Ударной авиационной группы Ставки ВГК воевал на Ленинградском и Волховском фронтах, а в июне полк перебросили в Заполярье и передали в 5-ю минно-торпедную авиационную дивизию ВВС Северного флота. В этом полку воевал до конца войны. Был в этом полку лётчиком, с июня 1942 — пилотом, с февраля 1943 — командиром звена, с февраля 1943 — заместителем командира эскадрильи, с апреля 1944 — командиром эскадрильи, а с сентября 1944 года до Победы — штурманом полка.
В 1942 году летал на истребителе Як-1, в одном из первых боёв на Севере в июне 1942 года был сбит, несколько часов провёл в волнах Баренцева моря, вплавь добрался до берега. Но в боями пришли опыт и мастерство. Счёт своих побед Пётр Рассадкин открыт 21 октября 1942 года, сбив над губой Грязной немецкий Ме-109, а 2 декабря сбил и второй. Главной задачей лётчиков 255 иап ВВС ВМФ на протяжении всей войны было сопровождение и прикрытие самолётов-торпедоносцев при нанесении ударов по немецким кораблям и судам, Пётр Рассадкин стал одним из мастеров защиты тяжёлых торпедоносцев. В начале 1943 года полк был перевооружён на ленд-лизовские «Аэрокобры», после чего результативность воздушных боёв над морем повысилась: за 1943 год Рассадкин сбил 9 немецких истребителей.
К концу апреля 1944 года заместитель командира эскадрильи 255-го истребительного авиаполка ВВС ВМФ 5-й минно-торпедной авиационной дивизии ВВС Северного флота капитан П. А. Рассадкин совершил 190 боевых вылетов (в том числе на сопровождение торпедоносной и штурмовой авиации 51 вылет, на прикрытие своего аэродрома и главной базы флота 100 вылетов, на прикрытие союзных конвоев 5 вылетов, на штурмовку наземных целей 6 вылетов, на разведку 8 вылетов). В 37 воздушных боях сбил 12 самолётов противника. 
Указом Президиума Верховного Совета СССР от 31 мая 1944 года «за образцовое выполнение боевых заданий командования на фронте борьбы с немецкими захватчиками и проявленные при этом отвагу и геройство» капитану Рассадкину Петру Алексеевичу присвоено звание Героя Советского Союза с вручением ордена Ленина и медали «Золотая Звезда» (№ 3893).
За годы Великой Отечественной войны Петром Рассадкиным было выполнено 249 боевых вылетов, проведено 53 воздушных боя, уничтожено 16 вражеских самолётов лично (из их числа три победы являются предположительными). Кроме того, своими действиями он обеспечил потопление торпедоносцами Северного флота 7 транспортов, 2 танкеров, 3 сторожевых катеров, а также повреждение 5 транспортов и 1 катера.
После войны продолжил службу в ВВС, в прежней должности до февраля 1946 года, когда был направлен на учёбу. В 1947 году окончил Высшие офицерские курсы авиации Военно-Морских Сил. В 1952 году окончил Военно-воздушную академию. С мая 1952 года командовал 769-м истребительным авиационным полком ВВС Северного флота. С ноября 1955 по август 1958 года — заместитель командира по лётной подготовке и командир (с 1957 года) 122-й истребительной авиационной дивизии ВВС Северного флота. 
В 1960 году окончил Военную академию Генерального штаба Вооружённых сил СССР. Однако после окончания академии на флот не вернулся, а был направлен на службу в Войска ПВО страны. С июня 1960 года был командующим истребительной авиацией, затем начальником авиации 21-го корпуса ПВО. С августа 1961 года — заместитель командира 3-й дивизии ПВО. В июне  1965 года в звании полковника уволен в запас. 
С 1965 года жил в Ялте (Крым). Долгие годы руководил крупным гостиничным объединением, вывел его в победители отраслевого соревнования предприятий Крыма. После выхода на пенсию продолжал вести активную воспитательно-патриотическую работу в образовательных учреждениях Крыма.
Похоронен на Старом кладбище Ялты.

## Награды
- Медаль «Золотая Звезда» Героя Советского Союза (31.05.1944);
- орден Ленина (31.05.1944);
- три ордена Красного Знамени (4.02.1943, 3.09.1943, 14.08.1957);
- два ордена Отечественной войны 1-й степени (3.02.1944, 11.03.1985);
- два ордена Красной Звезды (30.04.1954, 4.06.1955);
- медаль «За боевые заслуги» (15.11.1950);
- медаль «За оборону Ленинграда» (1943);
- медаль «За оборону Советского Заполярья» (1945);
- другие медали.

## Почётные звания
- Почётный гражданин города Ялты (2004).

## Память
- 29 октября 1968 года на улице Преображенского в посёлке Сафоново ЗАТО город Североморск Мурманской области открыта Аллея героев-авиаторов Северного флота, на которой были установлены бюсты 53-х лётчиков-североморцев, удостоенных звания Героя Советского Союза. Достойное место среди них заняло и скульптурное изображение Петра Алексеевича Рассадкина (автор Э. И. Китайчук).
- Школа "МОУ — Зубовская СОШ" в деревне Струбково переименована в "МОУ - Зубовская СОШ имени Героя Советского Союза Петра Алексеевича Рассадкина".